# 991
Het jaar 991 is het 91e jaar in de 10e eeuw volgens de christelijke jaartelling.

## Gebeurtenissen
- Slag bij Maldon: Een groep Vikingen, vermoedelijk onder Olaf Tryggvason verslaan de Angelsaksen van Essex onder Byrhtnoth.
- De Republiek Venetië sluit een handelsverdrag met de Saracenen.
- Al-Qadir volgt At-Ta'i op als kalief van Bagdad.
- Pietro II Orseolo volgt Tribuno Memmo op als doge van Venetië.
- Hartwig wordt aartsbisschop van Salzburg.
- Na de dood van Theophanu wordt Adelheid regent voor Otto III.
- Voor het eerst genoemd: Lith, Lithoijen

## Geboren
- Erlangga, koning van Mataram (1019-1042)
- Guido van Arezzo, Italiaans muziektheoreticus

## Overleden
- 1 maart - En'yu (31), keizer van Japan (969-984)
- 15 juni - Theophanu (~31), echtgenote van Otto II en regentes van Duitsland
- Aleramo, markgraaf van West-Ligurië (950-991)
- Byrhtnoth, Engels edelman
- Gausfred I, graaf van Empúries en Rosselló (931-991)
- Lanzelin, graaf van Altenberg, Klettgau en Thurgau
- Otto I, markies van Monferrato